# Edo Wiemken der Ältere

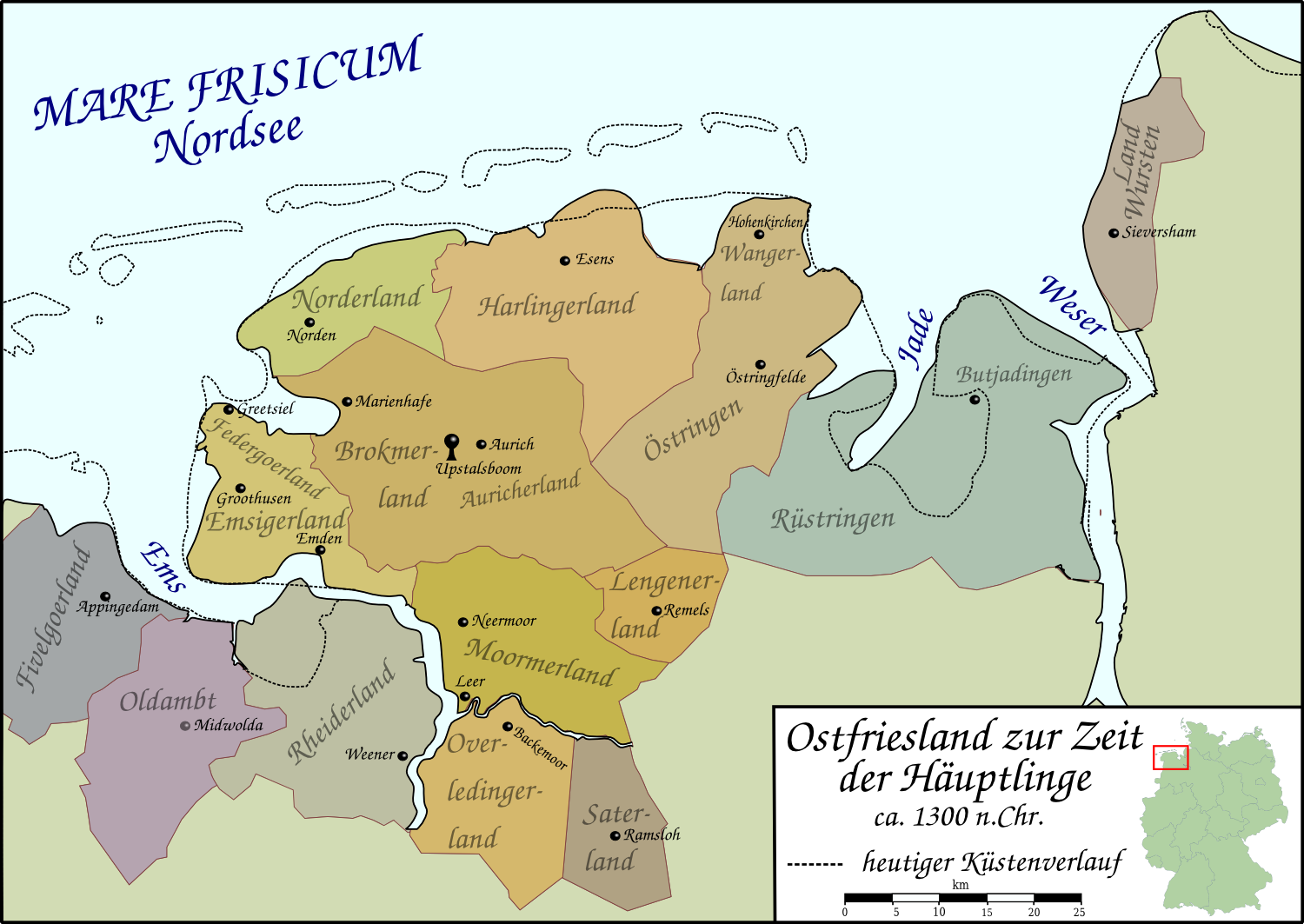
Ostfriesland zur Zeit des Häuptlingswesens.

Edo Wiemken der Ältere, auch Ede Wymken oder Wummeken (bezeugt ab 1382; † 1415) war ein Ostfriesischer Häuptling der Gaue Östringen und Rüstringen sowie über Bant und das Wangerland.

## Leben
Edo war der Sohn eines Wimeke oder Wimke, der wohl zu den lokal mächtigen Häuptlingen im rüstringischen Landesviertel Bant gehörte. Vermutlich hat Wimeke dort im mittleren 14. Jahrhundert schon eine bedeutendere Rolle gespielt. Sein Sohn Edo soll, nach einer Abschrift der aus dem mittleren 16. Jahrhundert überlieferten Banter Missale, 1355 von der Rüstringer Landesgemeinde zum Anführer gegen die Grafen von Oldenburg gewählt worden sein. Diese Information ist zumindest in der Jahresangabe fragwürdig, da Edo 1355 weder über das ausreichende Alter, noch über die Erfahrung oder das Ansehen verfügte, um ihm die Leitung der rüstringischen Landesverteidigung anzuvertrauen. Ansonsten hätte er überdurchschnittlich lange gelebt. Auch die Annahme, man habe ihn 1368 zur Abwehr der bei Blexen ins Land eingedrungenen Truppen der Oldenburger und des Erzbistums Bremen zum Landeshäuptling gemacht, erscheint nicht wahrscheinlich. Der für die Friesen erfolgreiche Kampf auf dem Coldewärf Feld bei Atens dürfte von den Butjadingern allein, und nicht von allen Rüstringern geführt worden sein.
Sofern man an der Annahme der Wahl Edos zum rüstringischen Landesführer gegen Oldenburg festhalten will, scheint 1377 oder 1378 wahrscheinlich. Als Häuptling in dem „verdendele to den Bante boven Yade“ bezeichnet sich Edo selbst in der ersten von ihm überlieferten Urkunde vom 30. Mai 1384. In ihr erscheint er als Bündnispartner der Stadt Bremen, Graf Konrads II. von Oldenburg und des Häuptlings des Stadlands Dide Lubben gegen den in Esenshamm ansässigen Häuptling Husseko Hayen. Als Beweggrund für dieses Bündnis galten auf Wiemkens Seite Rachegefühle für seine Schwester, die als Ehefrau von Husseko Hayen von diesem verstoßen wurde.
Edos Ambitionen gingen deutlich über Rüstringen und Bant hinaus. Er mischte sich in die Machtkonkurrenzen größerer und kleinerer Häuptlinge in dem und um das nordwestlich an Rüstringen grenzende Land Östringen ein und konnte einige östringische Kirchspiele unter seine Herrschaft bringen. So etwa 1387 nach der Ermordung des Poppyck Ynen Tiarksena zu Innhausen durch Edo auch über die Burg Innhausen und das dazu gehörende Kirchspiel Sengwarden. Vorübergehend übte er in den 1390er Jahren wohl auch in Jever die öffentliche Gewalt aus. Zum Schutz seines Landes gründete er vermutlich die erste Wehranlage des Ortes und war damit Gründer der Burg von Jever. Darüber hinaus festigte er, zumal in Butjadingen, seinen politischen Einfluss über verwandtschaftliche Beziehungen, so etwa zu dem Häuptling von Aldessen, seinem Neffen Nanke Düren und zu Lubbe Sibets (bezeugt 1397–1420) in Burhave, seinem Schwiegersohn und dessen Bruder Memme zu Waddens. Entsprechend beherrschte er mittelbar oder unmittelbar große Teile des alten Rüstringen.
Sein Selbstgefühl trat auch in seiner wohl 1383 erbauten Burg in Bant zutage, die nach ihm benannte Edenburg, die 1416 durch seinen Enkel und Nachfolger als Häuptling Sibet Lubbenson in Sibetsburg umbenannt wurde. Die Anlage, die nach Lübecker Urteil (1432) „eyn mechtig slot“ war, lag nicht weit vom Ort Schaar, der zu dieser Zeit über die Maadebucht einen direkten Zugang zur Nordsee hatte.
Vielleicht schon 1397, sicher 1398 und gelegentlich später bot Edo Wiemken Piraten Unterschlupf. Wenn er darin Vorteile sah, beteiligte er sich auch am Seeraub und bestritt wie viele ostfriesische Häuptlinge so einen Teil seines Lebensunterhalts. Besonders tat er sich als Gastgeber der Vitalienbrüder hervor, weshalb sich eine erste Strafexpedition der Hanse besonders gegen ihn richtete: Er musste am 4. Juli 1398 Lübeck, Bremen und Hamburg zusichern, dass er den Vitalienbrüdern seinen Schutz entziehen und sie aus seinem Gebiet weisen würde.
1405, im Zusammenhang hansisch-holländischer Auseinandersetzungen, wurde er – in offensichtlich heimtückischer Weise – von Holländern gefangen genommen. 1496 hieß es, er sei fast ein ganzes Jahr in Den Haag gefangen gehalten worden und er musste mit 14.000 Goldgulden von seinen „undersaten“ ausgelöst werden.
1408 verbündete sich Edo Wiemken mit dem oldenburgischen Grafen Moritz und anderen ostfriesischen Häuptlingen, um die Stadt Bremen am Bau der Vredeborg bei Atens zu hindern. Das Unternehmen scheiterte allerdings.
1414 beteiligte sich Edo – eher zurückhaltend – an der Vertreibung des Dide Lubben aus dem Stadland durch die Bremer und Oldenburger.

## Familie und Nachkommen
Am 8. Mai 1414 wird er zum letzten Mal urkundlich erwähnt. Da sein einziger Sohn Dodeko – aus seiner Ehe mit Etta von Dangast – schon 1391 gestorben war, trat sein Enkel Sibet (bezeugt 1416; † 1433), Sohn des Lubbe Sibets (bezeugt 1387; † 1420) zu Burhave und der Frouwa, Tochter Edo Wiemkens, seine Nachfolge als Häuptling in Bant an.
Edo Wiemken d. Ä. war weiterhin der Stief-Großvater von Hayo Harlda (Harles), Stief-Urgroßvater dessen Sohns Tanno Duren und damit Stief-Ur-Urgroßvater dessen Sohns Edo Wiemken des Jüngeren.